# Audun-le-Tiche
Pour les articles homonymes, voir Audun.
Audun-le-Tiche (en luxembourgeois : Däitsch-Oth) est une commune française frontalière du Grand-duché de Luxembourg située dans le département de la Moselle, en Lorraine, dans la région administrative Grand Est.

## Géographie

### Localisation
La commune d'Audun-le-Tiche est située au nord-ouest du département de la Moselle, sur les rives de l'Alzette, aux frontières de la Meurthe-et-Moselle et du Luxembourg, à 1 kilomètre de Villerupt et à 2 kilomètres de la ville luxembourgeoise d'Esch-sur-Alzette.
| Russange        | Esch-sur-Alzette (lu) |                |
| Villerupt       | Audun-le-Tiche        | Rumelange (lu) |
| Aumetz, Crusnes |                       | Ottange        |

### Hydrographie

#### Réseau hydrographique
La commune est située dans le bassin versant du Rhin au sein du bassin Rhin-Meuse. Elle est drainée par l'Alzette et le ruisseau Beler.

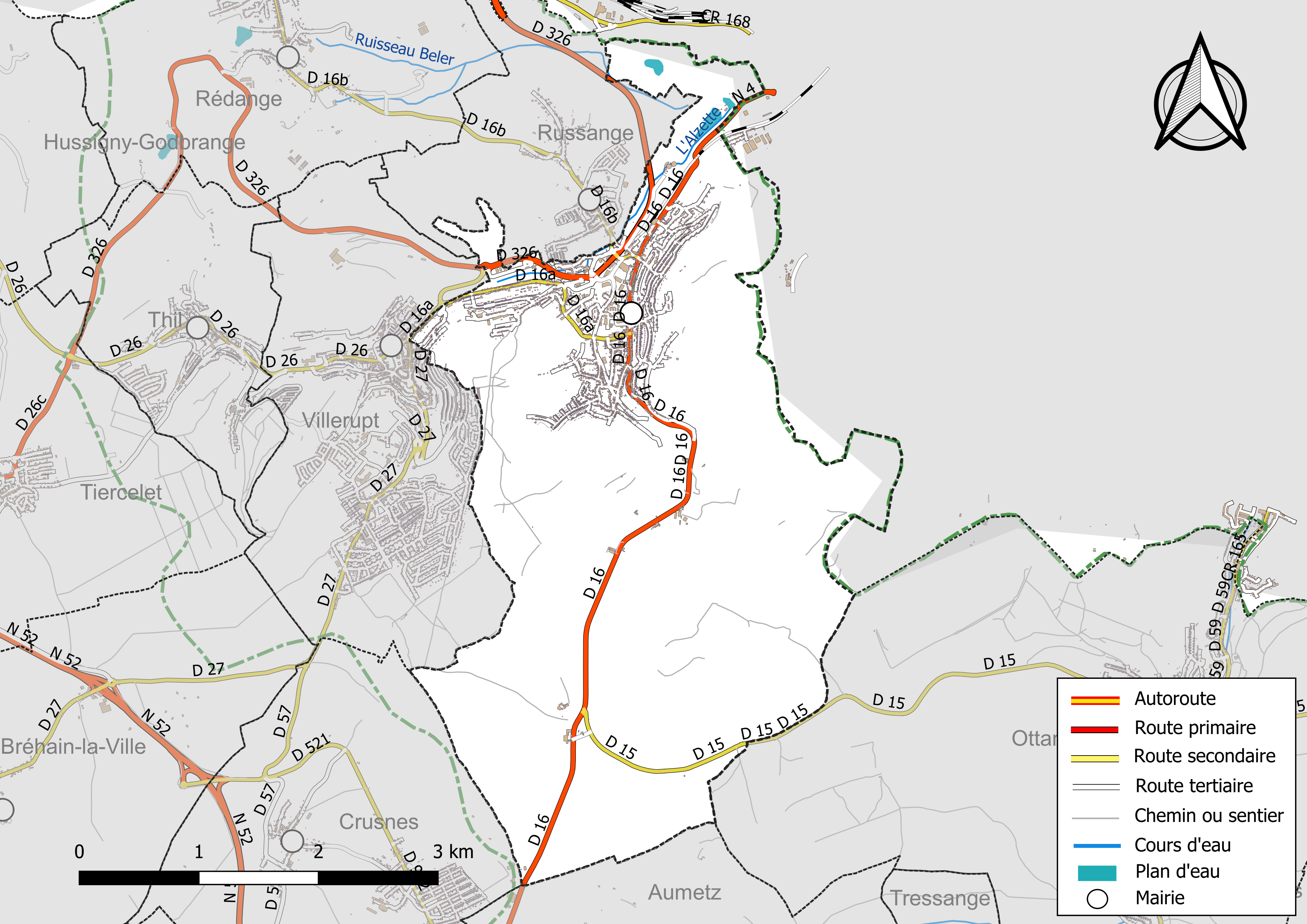
Réseaux hydrographique et routier d'Audun-le-Tiche.

#### Gestion et qualité des eaux
Le territoire communal est couvert par le schéma d'aménagement et de gestion des eaux (SAGE) « Bassin ferrifère ». Ce document de planification, dont le territoire correspond aux anciennes galeries des mines de fer, des aquifères et des bassins versants associés, d'une superficie de 2 418 km2, a été approuvé le 27 mars 2015. La structure porteuse de l'élaboration et de la mise en œuvre est la région Grand Est. Il définit sur son territoire les objectifs généraux d’utilisation, de mise en valeur et de protection quantitative et qualitative des ressources en eau superficielle et souterraine, en respect des objectifs de qualité définis dans le SDAGE  du Bassin Rhin-Meuse.

### Climat
Pour des articles plus généraux, voir Climat du Grand Est et Climat de la Moselle.
En 2010, le climat de la commune est de type climat de montagne, selon une étude du Centre national de la recherche scientifique s'appuyant sur une série de données couvrant la période 1971-2000. En 2020, Météo-France publie une typologie des climats de la France métropolitaine dans laquelle la commune est exposée à un climat semi-continental et est dans la région climatique Lorraine, plateau de Langres, Morvan, caractérisée par un hiver rude (1,5 °C), des vents modérés et des brouillards fréquents en automne et hiver.
Pour la période 1971-2000, la température annuelle moyenne est de 8,9 °C, avec une amplitude thermique annuelle de 16,7 °C. Le cumul annuel moyen de précipitations est de 918 mm, avec 13,5 jours de précipitations en janvier et 9,2 jours en juillet. Pour la période 1991-2020, la température moyenne annuelle observée sur la station météorologique de Météo-France la plus proche, « Malancourt », sur la commune d'Amnéville à 27 km à vol d'oiseau, est de 10,2 °C et le cumul annuel moyen de précipitations est de 884,1 mm. 
La température maximale relevée sur cette station est de 39,3 °C, atteinte le 25 juillet 2019 ; la température minimale est de −17,9 °C, atteinte le 5 janvier 1985,,.
Les paramètres climatiques de la commune ont été estimés pour le milieu du siècle (2041-2070) selon différents scénarios d'émission de gaz à effet de serre à partir des nouvelles projections climatiques de référence DRIAS-2020. Ils sont consultables sur un site dédié publié par Météo-France en novembre 2022.

## Urbanisme

### Typologie
Au 1er janvier 2024, Audun-le-Tiche est catégorisée ceinture urbaine, selon la nouvelle grille communale de densité à sept niveaux définie par l'Insee en 2022.
Elle appartient à l'unité urbaine d'Esch-sur-Alzette (LUX)-Villerupt (partie française), une agglomération internationale regroupant cinq  communes, dont elle est ville-centre,,. Par ailleurs la commune fait partie de l'aire d'attraction de Luxembourg (partie française), dont elle est une commune de la couronne,. Cette aire, qui regroupe 115 communes, est catégorisée dans les aires de 700 000 habitants ou plus (hors Paris),.

### Occupation des sols
L'occupation des sols de la commune, telle qu'elle ressort de la base de données européenne d’occupation biophysique des sols Corine Land Cover (CLC), est marquée par l'importance des forêts et milieux semi-naturels (46,2 % en 2018), une proportion sensiblement équivalente à celle de 1990 (46,4 %). La répartition détaillée en 2018 est la suivante : 
forêts (45,4 %), terres arables (30,5 %), zones urbanisées (14,4 %), mines, décharges et chantiers (3,7 %), prairies (2,9 %), cultures permanentes (2,3 %), milieux à végétation arbustive et/ou herbacée (0,8 %), zones industrielles ou commerciales et réseaux de communication (0,1 %). L'évolution de l’occupation des sols de la commune et de ses infrastructures peut être observée sur les différentes représentations cartographiques du territoire : la carte de Cassini (XVIIIe siècle), la carte d'état-major (1820-1866) et les cartes ou photos aériennes de l'IGN pour la période actuelle (1950 à aujourd'hui).

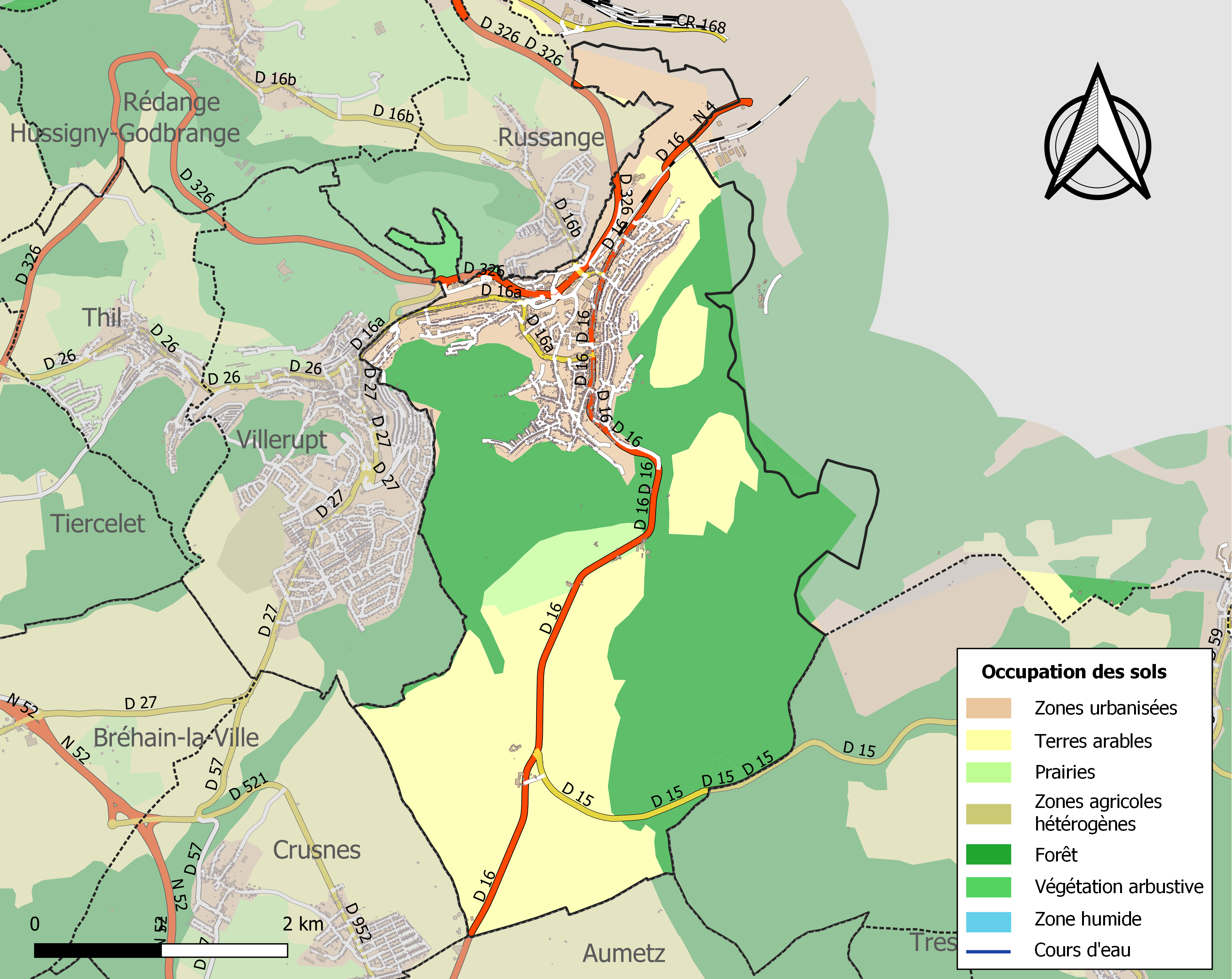
Carte des infrastructures et de l'occupation des sols de la commune en 2018 (CLC).

### Voies de communication et transports
Routes
Voies ferroviaires
Elle est desservie par la gare CFL d'Audun-le-Tiche.

## Toponymie

### Audun-le-Tiche
Le nom de la localité est attesté sous les formes : Aqueductus en 898 ; Audeux le Thieux en 1289 ; Aydoch en 1342 ; Aydoth en 1347 ; Adecht en 1371 ; Awedeux, Audieux, Audeux le Thieux en 1389 ; Adicht en 1404 ; Adud en 1689 ; Audun-la-Tiche en 1756 ; Audun le Tige en 1793 ; Audun-le-Tiche en 1801,,, Deutschoth entre 1871 et 1918[réf. à confirmer].
La forme savante en latin médiéval Aqueductus « aqueduc » attestée au IXe siècle peut expliquer phonétiquement les formes postérieures Audeux, Awedeux, identiques à celles d'Audun-le-Roman (Awedeux et Awdeux en 1304 ; Audeue-le-Romain en 1776). Il s'agit probablement dans les deux cas d'une évolution du gallo-roman AQUADUCTU, issu du latin aquaeductus « aqueduc »,. La forme régulière Audeu correspond à la prononciation locale en lorrain roman, Audun étant une altération tardive et savante.
Le déterminant complémentaire le Thieux apparu au XIVe siècle, sert à faire une distinction avec le village homophone d'Audun-le-Roman qui lui doit sans doute l'altération d’Audeux en Audun. Thieux signifie « francique lorrain » en ancien français et se réfère à la langue parlée thioise, c'est-à-dire tudesque (thiois étant l’adjectif masculin et thie(s)che l’ancien adjectif féminin). Audun est en effet situé en Lorraine thioise. Thieux a été altéré en Tiche plus tardivement par influence probable du dialecte germanique.
La commune est appelée en allemand : Teutsch Oth et Teutsch Altheim (1868), Deutsch-Oth et Deutschoth (1871-1918 et 1940-1944). En luxembourgeois standard, en minett-luxembourgeois et en stad-luxembourgeois : Däitsch-Oth, Deutsch-Oth (prononcé « déïtch otte »). En luxembourgeois dialectal de Lorraine : Ot, Adicht et Edicht.
Remarque : il existe un vieux haut allemand adduch, aeduch, anduch ayant le sens de « conduite d’eau, canalisation, fossé rempli d'eau », lui-même issu du gallo-roman AQUA(E)DUCTU, il s'agit sans doutes de mauvaises graphies pour aducht attesté en moyen haut allemand, ou sous une forme plus conservatrice āduht. Il procède du vieux haut allemand agedoht de même sens et issu ultimement, comme le mot roman, du latin aquaeductus.

### Hirps
- Yerpes (1333), Irpes (1722), Hirpe (1779)[16]. Hirpes en luxembourgeois[27].

### Sobriquet
- Ancien sobriquet des habitants de la commune : les harpouyads d'Audeu (les batailleurs d’Audun)[28].

## Histoire

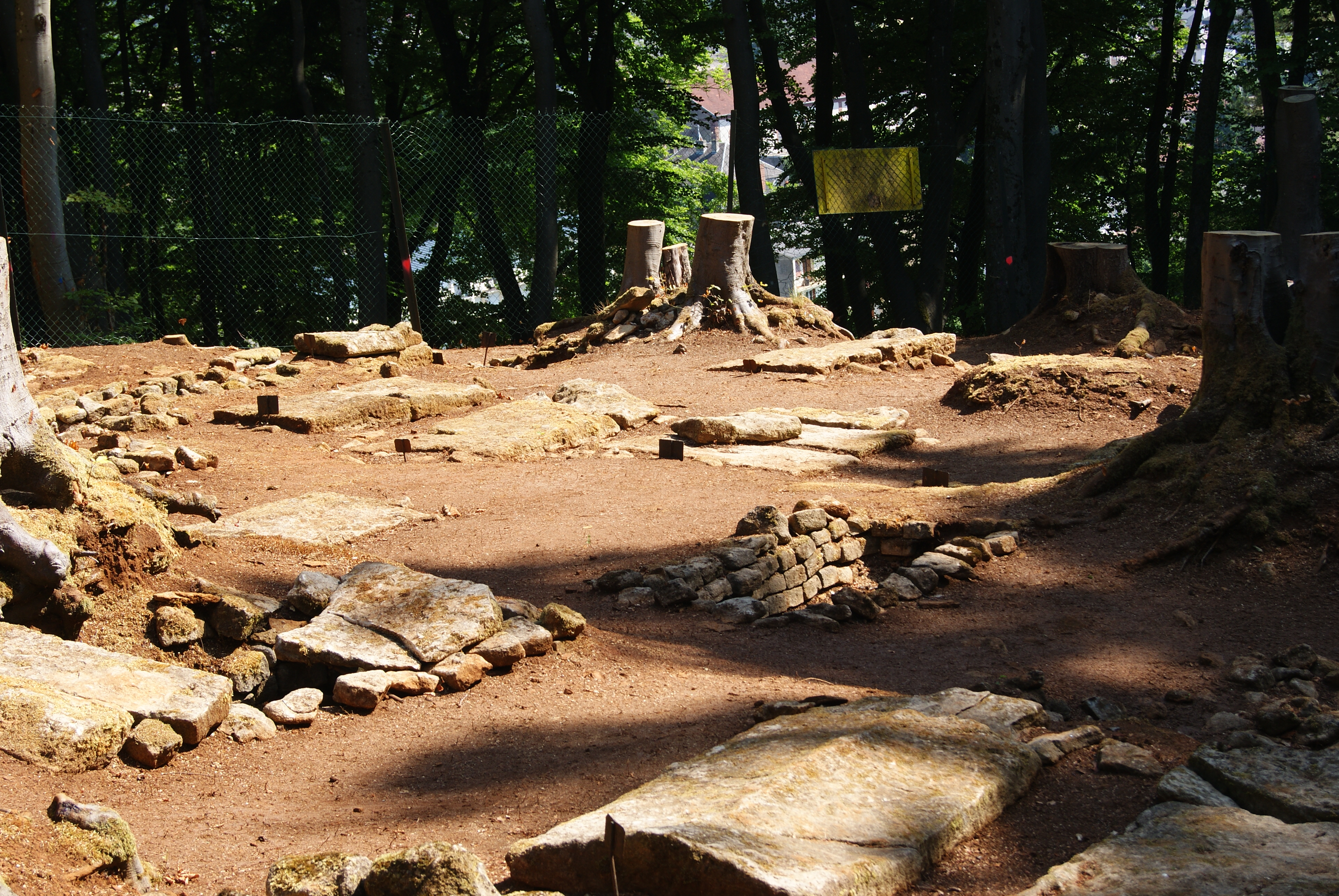
La nécropole mérovingienne.

### Préhistoire
Les premières traces d’occupation du territoire d'Audun-le-Tiche remontent au mésolithique (8000 av. J.-C.), mais c’est à l’époque romaine que la localité se développe.[réf. nécessaire]

### Antiquité
L'aqueduc a été partiellement retrouvé ; vu son gabarit, il ne pouvait qu'alimenter des bâtiments de grande taille. La bourgade était imposante et comportait des thermes, des temples et diverses nécropoles. Des statues (Minerve, Jupiter à l’Anguipède, tête de divinité, Sirona ?, Apollon) y ont été retrouvées : elles ont probablement été élaborées sur place, en pierre d’Audun ; des carrières ont, de tout temps, fourni un calcaire local apprécié dans tous les environs. *Aquaeductus était donc un vicus en pleine expansion aux IIe et IIIe siècles, probablement un centre religieux et industriel car l’exploitation du fer lorrain y était certainement déjà pratiquée[réf. nécessaire].

### Moyen Âge
C'est à l’époque mérovingienne qu'Audun doit sa renommée : une grande nécropole franque du VIIe siècle, originale par de nombreux aspects, y a en effet été fouillée, révélant armes, bijoux, accessoires du costume ayant accompagné les défunts dans les 200 sépultures mises au jour. L’intérêt primordial de ce site - hormis des rites funéraires peu courants - réside dans l’extraordinaire agencement des tombes, soigneusement confectionnées  en pierres réemployées provenant du site gallo-romain tout proche. Des milliers de moellons ont été ainsi réutilisés. C’est à ce jour le plus vaste site mérovingien de Moselle à avoir été publié. De là provient également une rare croix de pierre, inscrite à l'Inventaire supplémentaire des monuments historiques, datant de la fin du VIIe siècle et attestant d’une pratique chrétienne dès cette époque. La nécropole est inscrite au titre des monuments historiques par arrêté du 1er décembre 2016 puis classée par arrêté du 3 décembre 2021.
La langue vieux haut allemand (de 750 apr. J.-C. à 1050) comptait 6 zones géographiques dialectales : Mittelfränkisch, Rheinfränkisch, Ostfränkisch, Süd-Rheinfränkisch, Alemannish et Bairisch. Audun-le-Tiche faisait partie de la zone géographique dialectale Mittelfränkisch, tout comme les prestigieuses abbayes de Trêves, Echternach, Cologne et Aix-la-Chapelle.
Des fouilles effectuées en 1995 ont permis de mettre au jour les restes d'un moulin hydraulique d'époque carolingienne que l'on a pu dater des années 840 - 850. Sa technologie est basée sur celle de l'Antiquité, telle qu'elle est décrite dans les écrits de Vitruve, architecte romain du Ier siècle de notre ère. De par la richesse du site qui a livré plus de deux cents objets, pour l'essentiel des pièces de bois travaillées : aubes (pales monoxyles dont certaines sont datées de 802-803, aubes assemblées du Xe siècle), alluchons du rouet, coins, chevilles, etc. et aussi des fragments de meules, les archéologues ayant pu établir avec certitude qu'il s'agissait bien d'un moulin à eau. De plus, on a repéré des traces d'un aménagement destiné à donner de la puissance au flux hydraulique, notamment des poteaux correspondant au bief d'amenée. La roue à aubes ressemble à celle trouvée à Dasing en Souabe. Les bois utilisés étaient du hêtre et du chêne. Plusieurs fragments de meules en basalte de l'Eifel ont été trouvés entre les pieux, mais il est difficile d'établir le nombre exact de ces meules en raison de leur fragmentation extrême. Peut-être n'y en a-t-il que quatre. La dizaine de maillets de bois trouvés sur le site a servi probablement à broyer des fibres, hypothèse renforcée par la présence d'un bassin de forme carrée en amont du bief qui semble avoir servi au rouissage. Enfin, on peut noter qu'il n'a été trouvé aucun clou sur le site. La reconstitution de cette roue en dessous (roue de 150 cm de diamètre à 4 rayons et à 20 pales, associée à un rouet mettant en mouvement les fuseaux de la lanterne actionnant la meule courante) suggère qu'elle avait un rendement de 30-35 % grâce à l'accélération de l'eau un niveau du coursier (rendement de 10 % pour les moulins hydrauliques au fil de l'eau) et à la grande surface utile de ses pales.
Une retranscription du XVIIe siècle du cartuaire de l'abbaye de Villers-Bettnach fait mention d'Audun-le-Tiche en 1289 et 1389 au moyen des formes retranscrites (traduites) Awedeux, Audieux et Audeux le Thieux.
Au Moyen Âge, l'importance du site est confortée par l'érection d’un imposant château féodal, appartenant à la famille de Malberg (originaire de l'Eifel) dont les descendants resteront propriétaires de l’endroit jusqu’à la Révolution française[réf. nécessaire].
L'ancien village ou lieu-dit Heymendorf (Hernedorf en 1220) se situait autrefois sur le ban de la commune[réf. nécessaire].

### Epoque moderne
C'est à Audun-le-Tiche qu’est née l’entreprise Villeroy & Boch en 1748[réf. nécessaire].

### Epoque contemporaine
En 1817, Audun-le-Tiche, village de l’ancienne province du Barrois, avait pour annexe la ferme de Hirps ; à cette époque il y avait 561 habitants répartis dans 100 maisons. Au début du XXe siècle, la sidérurgie (mines et usine) prendra le relais de l’histoire, en transformant la bourgade en une ville industrielle, qui comptera jusqu’à 8 000 habitants, ceci jusqu'à la fermeture en 1997 de la dernière mine de fer encore en activité en France. Audun–le-Tiche fut aussi, comme Villerupt, Hussigny-Godbrange, un important centre de l’immigration italienne qui était venue pour approvisionner le bassin minier de la minette en bras d’œuvre. Une grande partie de cette immigration italienne provenait de Gualdo Tadino (en Ombrie), qui est aujourd’hui jumelé avec Audun–le-Tiche[réf. nécessaire].

#### Guerre de 1870
Une escarmouche eut lieu, le 30 août 1870, dans laquelle s'illustrèrent les douaniers affectés à la défense de la ville de Longwy. Le 29 août, à 23 heures,. 110 douaniers, 20 gardes forestiers et 20 gendarmes sortirent de Longwy, commandés par le capitaine des Douanes Lostie de Kerhor partir de Longwy en reconnaissance vers Audun-le-Tiche. Le 30 août vers 4 heures, la colonne entra dans Audun-le-Tiche à la surprise des Prussiens qui occupaient le bourg. Après une fusillade, les Français faisaient retour vers Longwy, à 6 heures.
L’escarmouche d’Audun-le-Tiche avait fait huit morts, cinq blessés, quatre disparus et quatorze prisonniers dans les rangs allemands, deux tués et dix-sept blessés dans les rangs français.

#### Naissance et essor de l'industrie sidérurgique
Au milieu du XIXe siècle, un haut fourneau au bois appartenant à la famille Bauret-Laval (Lavalle) est en activité à Audun-le-Tiche, sur un emplacement différent de la ligne des hauts-fourneaux à venir (information tirée des archives du peintre Ponsin). Puis, entre 1872 et 1899, quatre hauts-fourneaux sont mis à feu. En 1899, la société prend le nom de Société des Hauts-Fourneaux et Mines d’Audun-le-Tiche, laquelle devient en 1919 la Société Minière des Terres-Rouges (créée lors de la vente, en 1919, de l'usine confisquée à la Société de Gelsenhirchen, au Syndicat de l’Alzette, avec 55 % de capitaux français, 25 % luxembourgeois et 20 % belges), pour passer en 1964 sous le contrôle de l’Arbed. En 1950, sur les quatre hauts-fourneaux existants, deux sont en service (les 2 et 3 qui produisent des fontes de moulage), le haut-fourneau 4 est en construction et le haut-fourneau 1 est prêt à être démoli[réf. nécessaire]. La mine de fer des Terres Rouges est la dernière mine de fer de Lorraine à avoir fermé, en 1997.
| Période                                                                                | Langues parlées | Nom de la localité                                             | Administrations                                                                     |
| -------------------------------------------------------------------------------------- | --- | -------------------------------------------------------------- | ----------------------------------------------------------------------------------- |
| Avant l'époque romaine                                                                 | langue indéterminée, proto-celte, celte, proto-germanique ou celto-germanique selon les historiens | indéterminé                                                    | Tribu des Trévires                                                                  |
| Époque romaine                                                                         | latin vulgaire principalement et comme précédemment | indéterminé                                                    | Empire romain (capitale Trêves)                                                     |
| Antiquité tardive et haut Moyen Âge                                                    | comme précédemment mais avec un effacement progressif du latin vulgaire | indéterminé                                                    | Tribu ou fédération de tribus franques, selon les historiens                        |
| Du VIIe au VIIIe siècle : période caractérisée par le cimetière franc d'Audun-le-Tiche | langue indéterminée, celte, proto-germanique ou celto-germanique selon les historiens | indéterminé                                                    | Royaume mérovingien ou tribu ou fédération de tribus franques, selon les historiens |
| Du VIIIe siècle à 1289 (environ)                                                       | dialecte du vieux haut allemand (Mittelfränkisch) | À l'écrit aquaeductus (le nom oral est du vieux haut allemand) | Évêché de Trêves                                                                    |
| De 1289 à 1389 (environ)                                                               | vieux français (dialecte lorrain roman) et dialecte du vieux haut allemand (Mittelfränkisch) | Awedeux, Audieux, Audeux le Thieux                             | Duché de Bar                                                                        |
| De 1389 à 1659 : le Luxembourg français est cédé au royaume de France en 1659          | francique mosellan | Aydoch, Aydoth, Adecht, Adicht                                 | Comté de Luxembourg                                                                 |
| De 1659 à 1870                                                                         | transition du francique mosellan vers le français et le dialecte lorrain roman | Adud, Audun-la-Tiche, Audun le Tige                            | Royaume de France, Empire français et République française                          |
| 1870-1918 : annexion allemande                                                         | allemand, français et francique mosellan | Deutschoth et Deutsch-Oth                                      | Empire allemand                                                                     |
| 1918-1940                                                                              | principalement le français mais aussi l'italien standard et certains de ses dialectes, le polonais et le francique mosellan | Audun-le-Tiche                                                 | République française                                                                |
| 1940-1945 : nouvelle annexion allemande                                                | comme précédemment mais aussi moins fréquemment l'allemand | Deutschoth                                                     | Allemagne nazie                                                                     |
| De 1945 à aujourd'hui                                                                  | principalement le français mais aussi l'italien standard et certains de ses dialectes, le polonais et l'arabe dialectal algérien, le francique mosellan effectivement interdit et aujourd'hui pratiquement éteint, attitude que l'allemand n'a jamais été parlé ici | Audun-le-Tiche                                                 | République française                                                                |

## Politique et administration

### Liste des maires
| Période                                  | Période                | Identité               | Étiquette      | Qualité                                                            |
| ---------------------------------------- | ---------------------- | ---------------------- | -------------- | ------------------------------------------------------------------ |
| 1877                                     |                        | Jean François François |                |                                                                    |
| 1902                                     |                        | François Fick          |                |                                                                    |
| 1914                                     |                        | Kolb                   |                |                                                                    |
| 1918                                     |                        | François Fick          |                |                                                                    |
| 1922                                     |                        | Alfred Mangin          |                |                                                                    |
| 1925                                     |                        | Gustin Bion            |                |                                                                    |
| 1935                                     |                        | Emile Speck            |                |                                                                    |
| 1940                                     |                        | Ernest Matheis         |                |                                                                    |
| 1944                                     |                        | Emile Speck            |                |                                                                    |
| 1946                                     | 1965                   | Louis Jubert           | sans étiquette |                                                                    |
| mars 1965                                | mars 1983              | Alain Philippe         | PCF            | Agent de la circulation                                            |
| mars 1983                                | septembre 1992 (décès) | Angel Filippetti       | PCF            | Mineur de fer Conseiller général du canton de Fontoy (1979 → 1985) |
| octobre 1992                             | juin 1995              | Salvatore Bellucci     | PCF            |                                                                    |
| juin 1995                                | mai 2005 (décès)       | Lucien Schaefer        | PCF            |                                                                    |
| juin 2005                                | juin 2007 (décès)      | Christian Felici       | PCF            |                                                                    |
| juin 2007                                | juillet 2020           | Lucien Piovano         | PS             | Retraité de l'Éducation nationale                                  |
| juillet 2020                             | En cours               | Viviane Fattorelli     | Apparenté PCF  | Professeur de lycée                                                |
| Les données manquantes sont à compléter. |                        |                        |                |                                                                    |

### Jumelages
- Loudun (France)
- Gualdo Tadino (Italie)
- Duszniki-Zdrój (Pologne)
- Birkenfeld (Allemagne) depuis le 8 mai 2010[42]

## Population et société

### Démographie
L'évolution du nombre d'habitants est connue à travers les recensements de la population effectués dans la commune depuis 1793. Pour les communes de moins de 10 000 habitants, une enquête de recensement portant sur toute la population est réalisée tous les cinq ans, les populations de référence des années intermédiaires étant quant à elles estimées par interpolation ou extrapolation. Pour la commune, le premier recensement exhaustif entrant dans le cadre du nouveau dispositif a été réalisé en 2007.

En 2022, la commune comptait 7 268 habitants, en évolution de +6,88 % par rapport à 2016 (Moselle : +0,52 %, France hors Mayotte : +2,11 %).
| 1793 | 1800 | 1806 | 1821 | 1836 | 1841 | 1861  | 1866 | 1871  |
| ---- | ---- | ---- | ---- | ---- | ---- | ----- | ---- | ----- |
| 516  | 401  | 544  | 592  | 723  | 834  | 1 008 | 971  | 1 050 |

| 1875  | 1880  | 1885  | 1890  | 1895  | 1900  | 1905  | 1910  | 1921  |
| ----- | ----- | ----- | ----- | ----- | ----- | ----- | ----- | ----- |
| 1 081 | 1 261 | 1 708 | 1 798 | 2 726 | 4 780 | 5 231 | 6 293 | 4 441 |

| 1926  | 1931  | 1936  | 1946  | 1954  | 1962  | 1968  | 1975  | 1982  |
| ----- | ----- | ----- | ----- | ----- | ----- | ----- | ----- | ----- |
| 6 101 | 6 577 | 6 292 | 5 793 | 7 103 | 8 522 | 7 698 | 6 831 | 6 391 |

| 1990  | 1999  | 2006  | 2007  | 2012  | 2017  | 2022  | - | - |
| ----- | ----- | ----- | ----- | ----- | ----- | ----- | - | - |
| 5 959 | 5 757 | 5 949 | 5 975 | 6 438 | 6 846 | 7 268 | - | - |

### Enseignement
- École maternelle du Centre.
- École maternelle Francbois.
- École maternelle Mandelot
- École maternelle La Dell.
- École élémentaire Jean-Jacques Rousseau.
- École élémentaire Marie Curie.
- École élémentaire La Dell.
- Collège Émile Zola, qui accueille les élèves des communes d'Audun-le-Tiche, Rédange et Russange.

## Culture locale et patrimoine

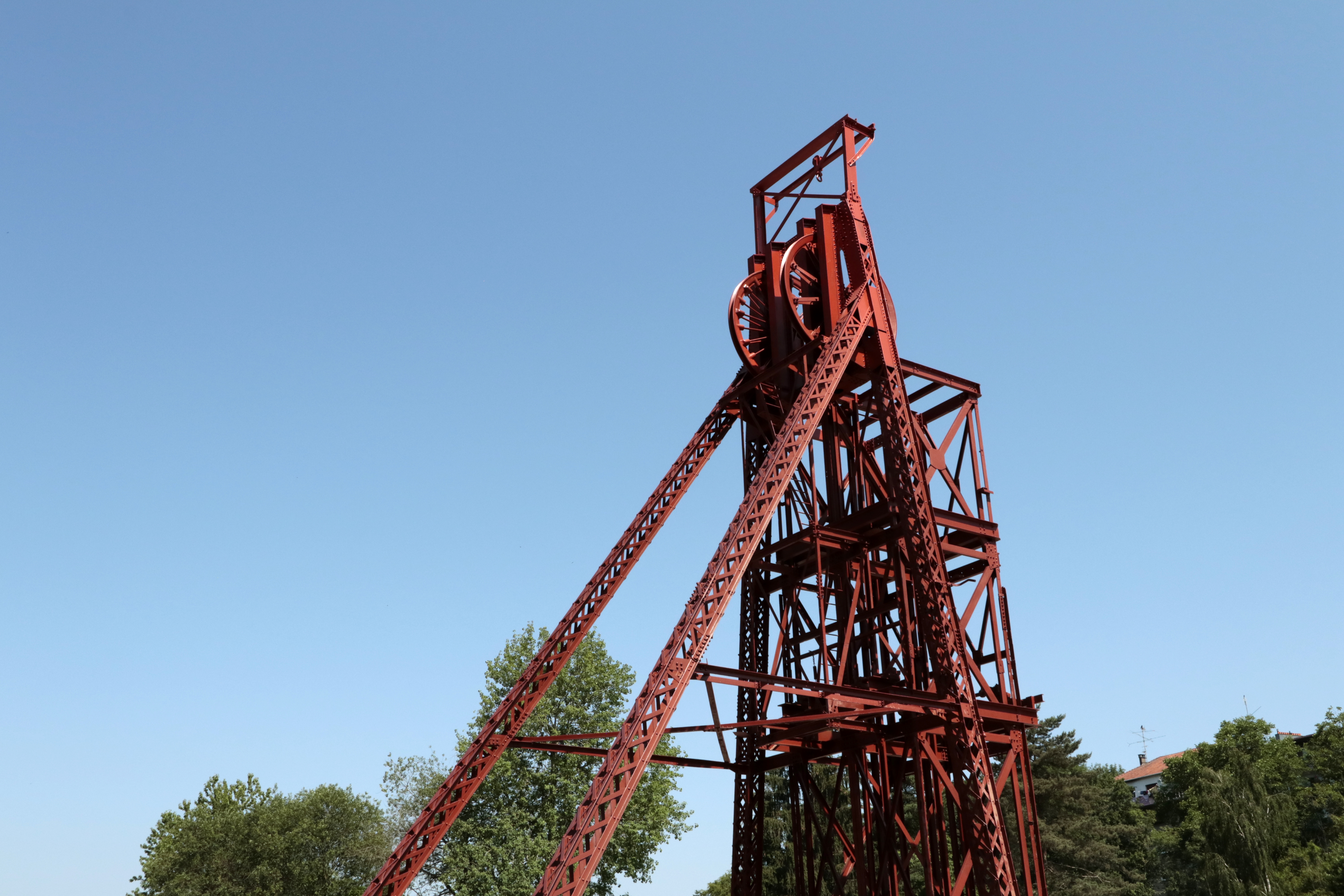
Chevalement du puits St Michel à Audun-le-Tiche.

### Lieux et monuments

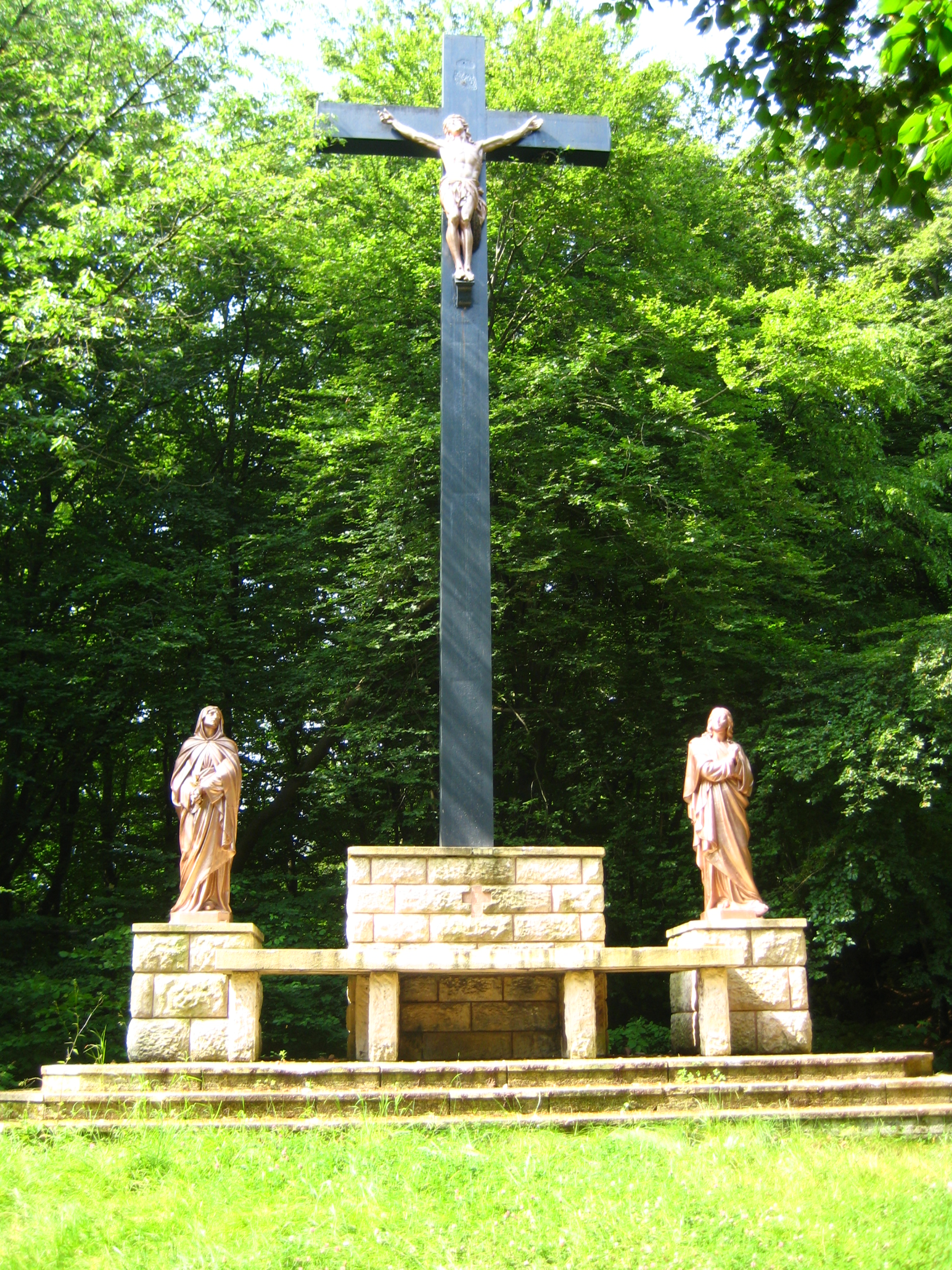
Calvaire du Chemin de Croix.

#### Les quartiers du vieil Audun
Rancy, Bétiel, Mandelot, La Dell, Orlé, Francbois, Montrouge et La Quiel.

#### Édifices civils, militaires et industriels
- Anciens châteaux : dès le XIIIe siècle existait un premier château fort, plus tard il lui fut ajouté le Château-Haut. Tous deux furent rasés en 1675, sur ordre de Louis XIV, Audun était le siège d’une seigneurie, celle de la dynastie des Malberg. Ils s'élevaient entre les rues de la Faïencerie et du Bétiel, soit au-dessus de la place du Château actuelle.
- Le carreau de la mine Saint-Michel : site patrimonial comprenant un aqueduc gallo-romain, une descenderie de mine, un chevalement, l'Umbau (projet d'usine de fusées V2).
- Le Magery : entrée de mine et vestiaires rue Gambetta.
- Les anciens ateliers techniques de l'Arbed et l'entrée ferroviaire de la mine Terres rouges.
- L'ancienne cantine des mineurs et fondeurs célibataires chemin des Dames.
- Les anciens économats ouvriers rue Gambetta.
- Monument aux Déportés (œuvre d'Almicar Zannoni).
- Habitat composé de fermes dont les plus anciennes remontent au XVIIIe siècle dans le "Vieil Audun" et à Hirps (ferme Louis), de maisons bourgeoises (Fick, Rodighiero, François, etc.) et de cités minières des XIXe et XXe siècles. L'architecture de certains bâtiments comme l'ancien tribunal (aujourd'hui MJC et Centre socioculturel) est caractéristique de l'annexion allemande et contraste avec l'architecture de la ville voisine de Villerupt, restée française.
- Lavoir en pierre du pays rue des Fontaines.
- Mines à ciel ouvert du Bois de Butte et de la Borne de Fer.
- L'ancienne fonderie (aujourd'hui magasin MCA).
- Casemates de la ligne Maginot sur le plateau.

#### Édifices religieux

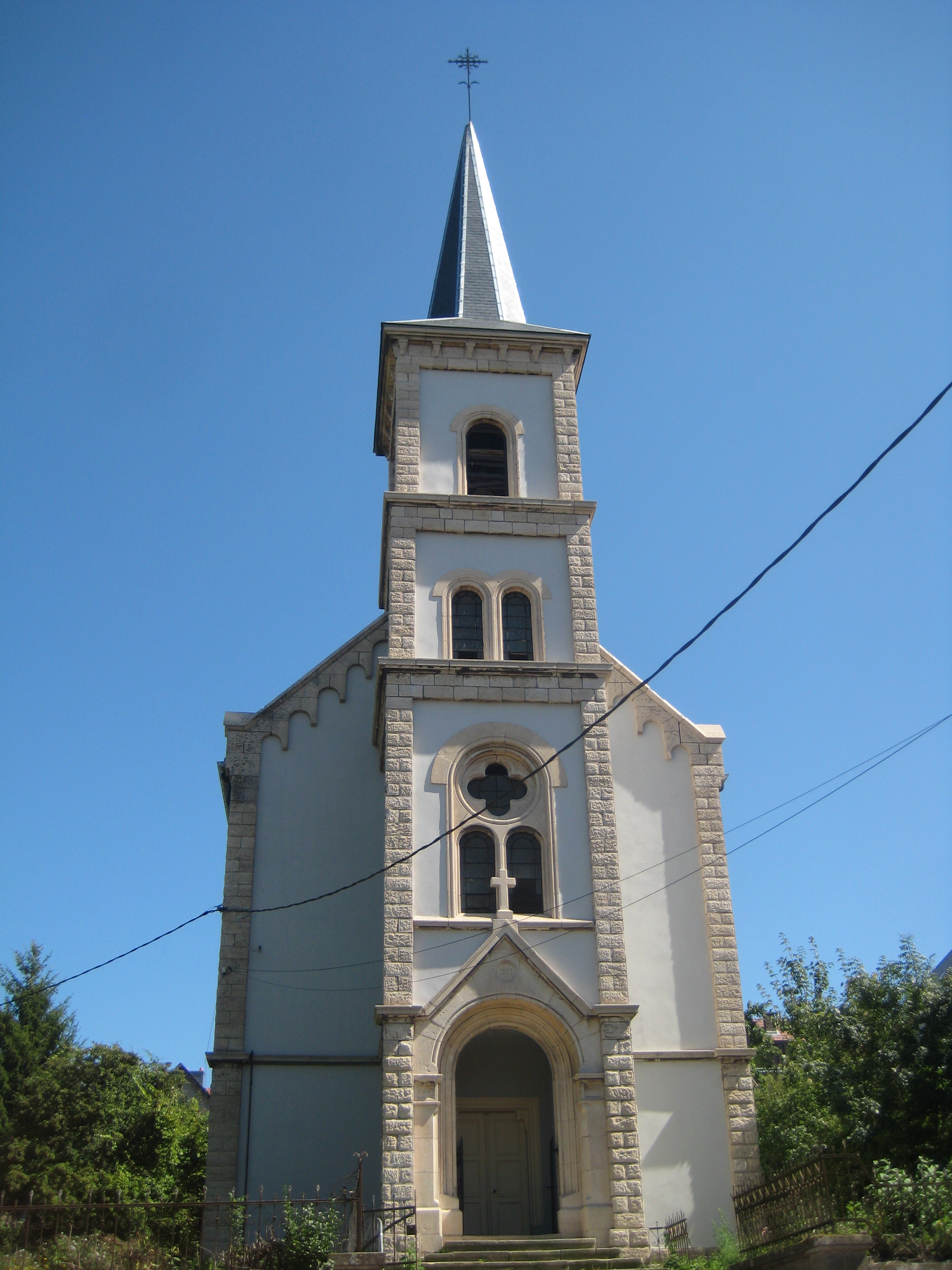
Temple protestant.

Chapelle Notre-Dame-de-Lorette.

- L'église Saint-François-d'Assise, érigée en 1934 a remplacé l'église Saint-Donat de 1846. Celle-ci était à l'emplacement de la cour de l'école Marie-Curie, qui a remplacé la chapelle Saint-Jacques située à l'emplacement de l'ancien tribunal construit pendant l'Annexion allemande (aujourd'hui, Maison de la Jeunesse et de la Culture). L'autel et la chaire du XVIIIe siècle de l'édifice actuel proviennent de l'ancienne église. Les grandes orgues proviennent de l'église Sainte-Ségolène de Metz. Le vitrail du transept sud, dû à l'artiste Camille Hilaire, représente le Triomphe de la Vierge.
- Le temple protestant, érigé en 1893, a vu le premier acte inscrit sur les registres de la paroisse, le 22 avril 1893. Ce lieu chargé d'histoire, bâti pendant la période allemande, présente un caractère architectural très intéressant. Construit entre 1902 à 1906 par la manufacture Dalstein-Haerpfer, l'orgue est en bon état de conservation, bien que non fonctionnel, le ventilateur étant hors service. Il comporte deux claviers, un pédalier et 7 registres à traction pneumatique tubulaire à double relais. Aujourd'hui transformé en musée archéologique[46], le temple accueille les découvertes faites à Audun-le-Tiche et ses environs.
- La chapelle Notre-Dame-de-Lorette, aujourd'hui transformée en auditorium.
- Le Calvaire : ensemble patrimonial à vocation cultuelle inscrit à l'inventaire des Monuments historiques le 1er décembre 2016, comprenant un chemin de croix de 14 stations. Il a été édifié par la paroisse catholique d'Audun-le-Tiche en collaboration avec la Mission catholique italienne d'Audun-le-Tiche et la Mission catholique polonaise d'Audun-le-Tiche. Il a été consacré en 1952. Le calvaire comprend aussi un oratoire construit par les mineurs de la localité en 1954 et dédié à sainte Barbe, leur patronne.
- La salle du Royaume des Témoins de Jéhovah, rue du Maréchal Joffre.
- L'église protestante évangélique La Résurrection et la Vie, rue Leclerc.

#### Sites archéologiques et naturels
- Nécropole mérovingienne de 203 tombes fouillée de 1968 à 1985 et fanum gallo-romain occupé jusqu'au IVe siècle après J.-C., dans une zone boisée au sud-ouest de la ville, à proximité du Calvaire.
- Voie gallo-romaine au Pfaffental.
- Anciennes carrières de pierre calcaire (Poncin, Speck, Bannbusch, etc.) : elles sont devenues des zones naturelles à la biodiversité remarquable et conservée (Quart de Réserve, anciennement carrière Speck) et accueillent des activités de loisirs comme la balistique (Poncin) ou l'escalade (Andriollo).

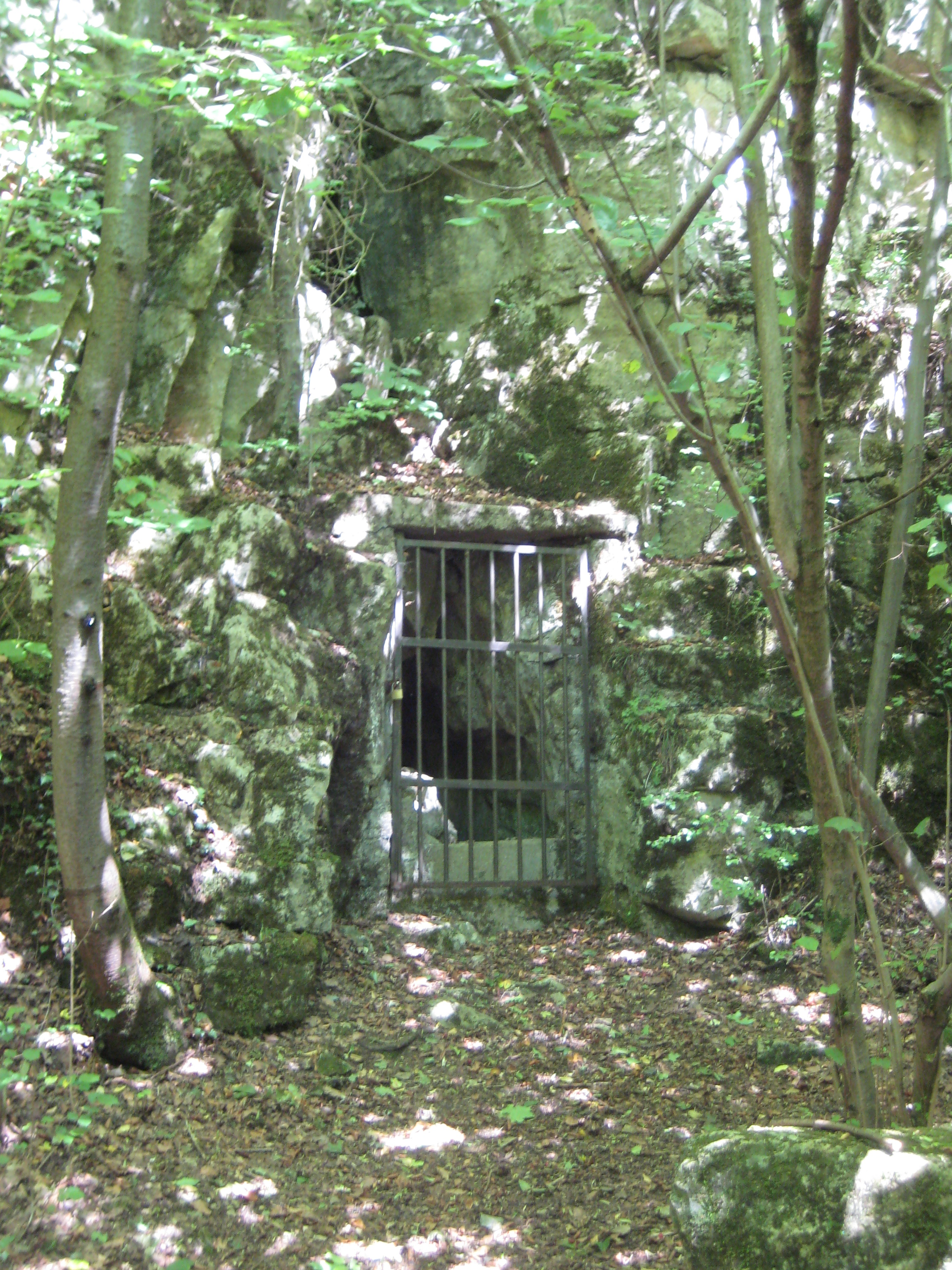
Entrée de la grotte-diaclase.

- Grotte-diaclase de la voie Ferrée[47] :  l'accès à cette grotte est réglementé par une convention signée entre la mairie et la Ligue spéléologique lorraine[48]

### Personnalités liées à la commune
- François Boch (1695-1754), fondateur en 1748 de la société à présent internationale Villeroy et Boch, né à Audun en août 1695.
- Raymond Cicci (1929-2012), footballeur français (de 1951 à 1961), né à Audun-le-Tiche.
- Julien Darui (1916-1987), footballeur français, a passé son enfance à Audun-le-Tiche.
- Aurélie Filippetti (°1973), femme politique, ministre de la culture et de la communication sous le gouvernement Ayrault, et romancière française.
- Jean-Baptiste Hilaire (1753-1828), peintre orientaliste dont une partie de la production est visible au musée du Louvre, né à Audun le 16 juin 1751.
- Jules Sbroglia (1929-2007), footballeur français (de 1945 à 1965), né à Audun-le-Tiche.

### Héraldique
| Blason de Audun-le-Tiche | Blason  | Parti : au 1er mi-parti d'azur à deux bars adossés d'or accompagnés de quatre croisettes recroisetées au pied fiché du même, au 2e mi-parti d'or à l'aigle bicéphale de sable, becquée et membrée de gueules ; au marteau de mineur renversé de gueules brochant sur la partition. |
| Blason de Audun-le-Tiche | Détails | Le statut officiel du blason reste à déterminer. |